# Waldfriedhof Syke

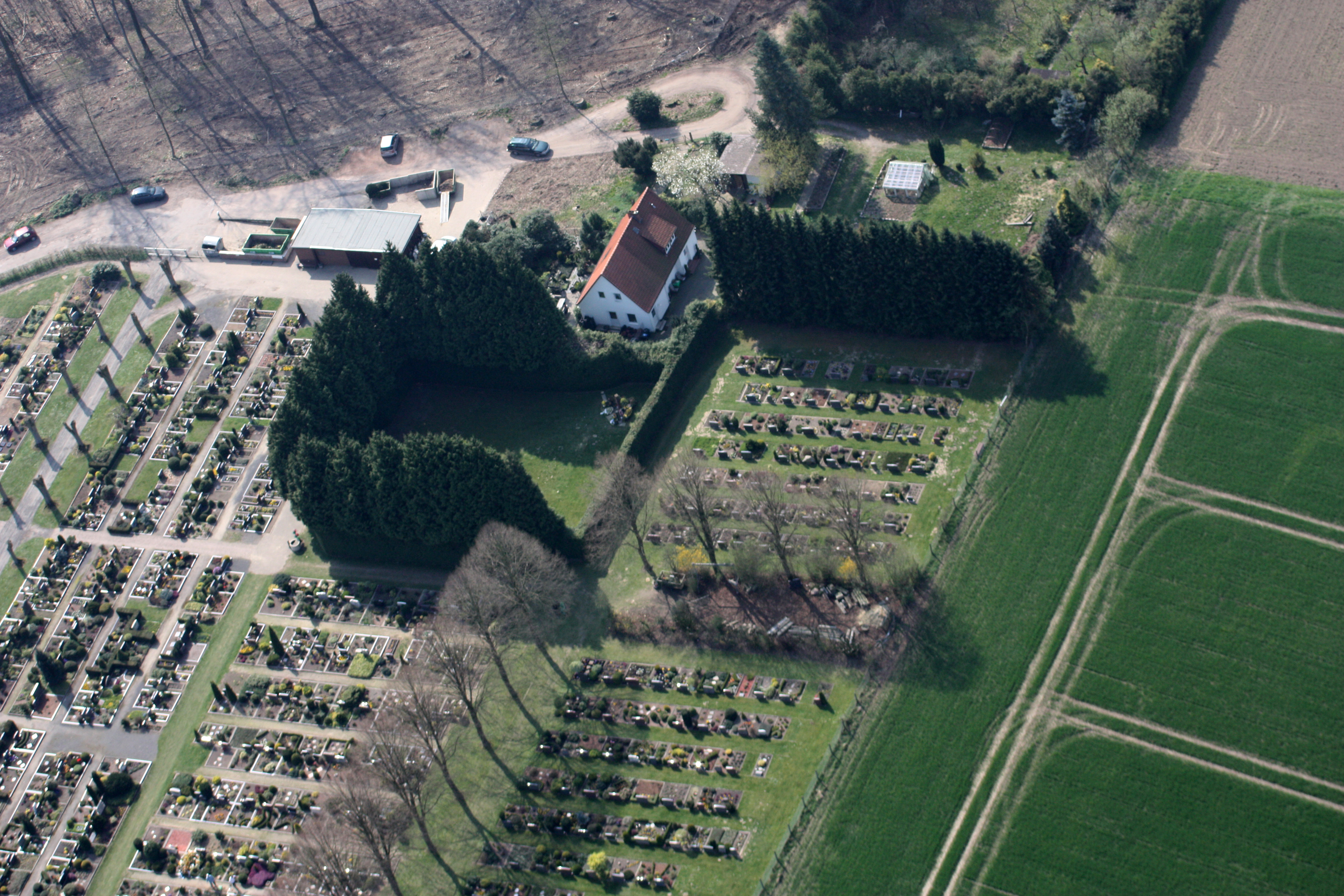
Waldfriedhof Syke (Juni 2010)

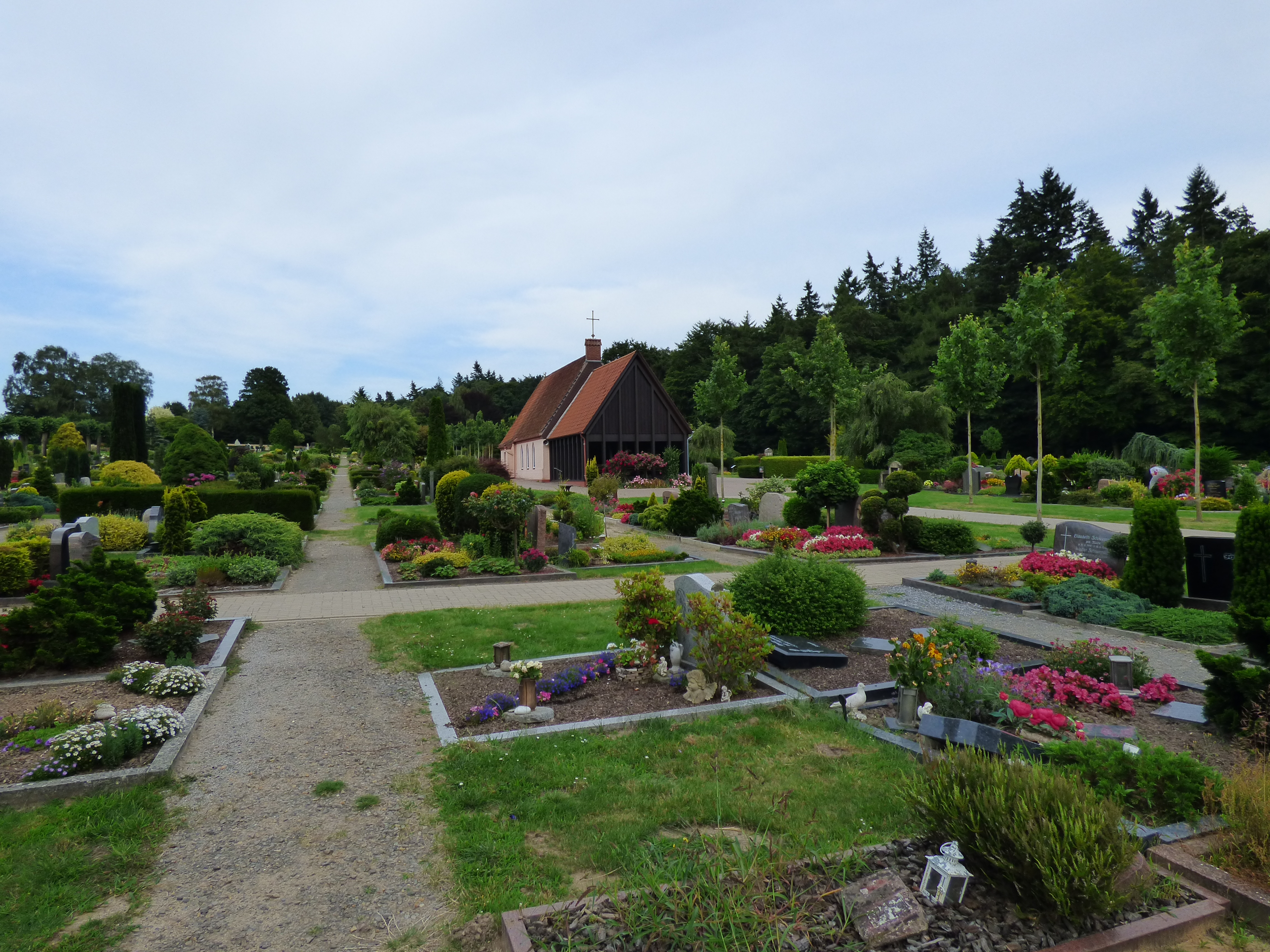
Waldfriedhof Syke mit Friedhofskapelle (Juli 2024)

Der Waldfriedhof Syke liegt in der Kernstadt Syke im niedersächsischen Landkreis Diepholz. Es ist der Begräbnisplatz für die Verstorbenen aus dem Kirchspiel Syke. Zu diesem Kirchspiel gehören außer der Kernstadt Syke die Syker Ortsteile Schnepke und Steimke.

## Beschreibung
Der ca. 220 Meter lange und maximal ca. 160 Meter breite Friedhof liegt östlich der B 6 (= „Herrlichkeit“) am Nordrand des 425 ha großen Waldgebietes Friedeholz.

## Geschichte
Die erste Beerdigung auf dem Friedhof fand im Februar 1915 statt. Die Friedhofskapelle wurde im Jahr 1930 errichtet und 1983 erweitert.
Vorgänger-Friedhöfe waren ein kirchlicher Friedhof bei der 1704/05 errichteten Kirche und ein kirchlicher Friedhof („Alter Friedhof“) an der heutigen B 6 (Herrlichkeit), der 1837 angelegt und 1937 geschlossen wurde; dort sind einige Grabsteine erhalten.

## Besonderheiten

### Hoffungspfad
Der „Hoffungspfad“ befindet sich in der Nähe der Friedhofskapelle (Koordinaten: 52° 55′ 24″ N, 8° 49′ 44,7″ O).

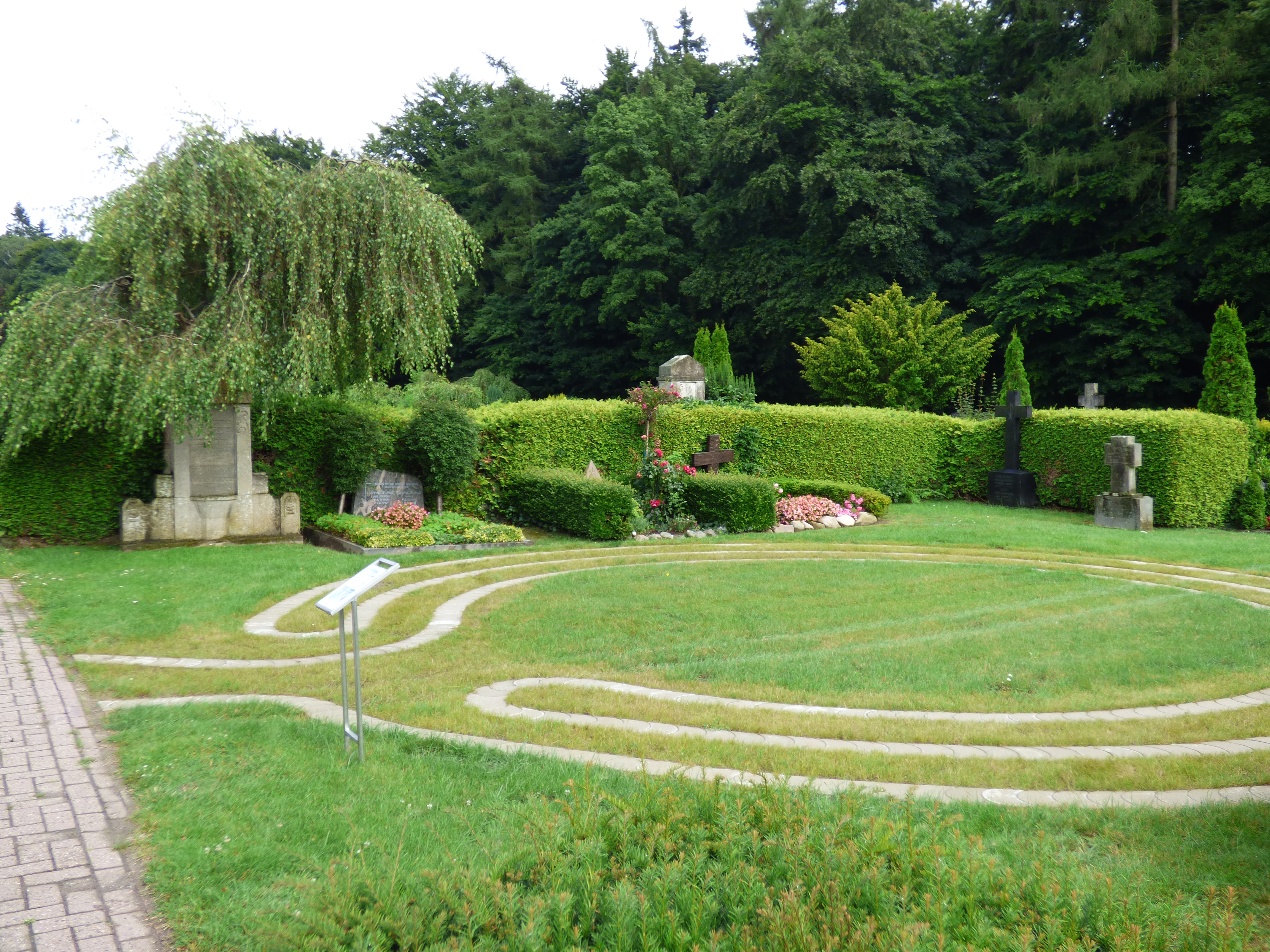
Das Rasenlabyrinth ist Teil des Hoffnungspfades
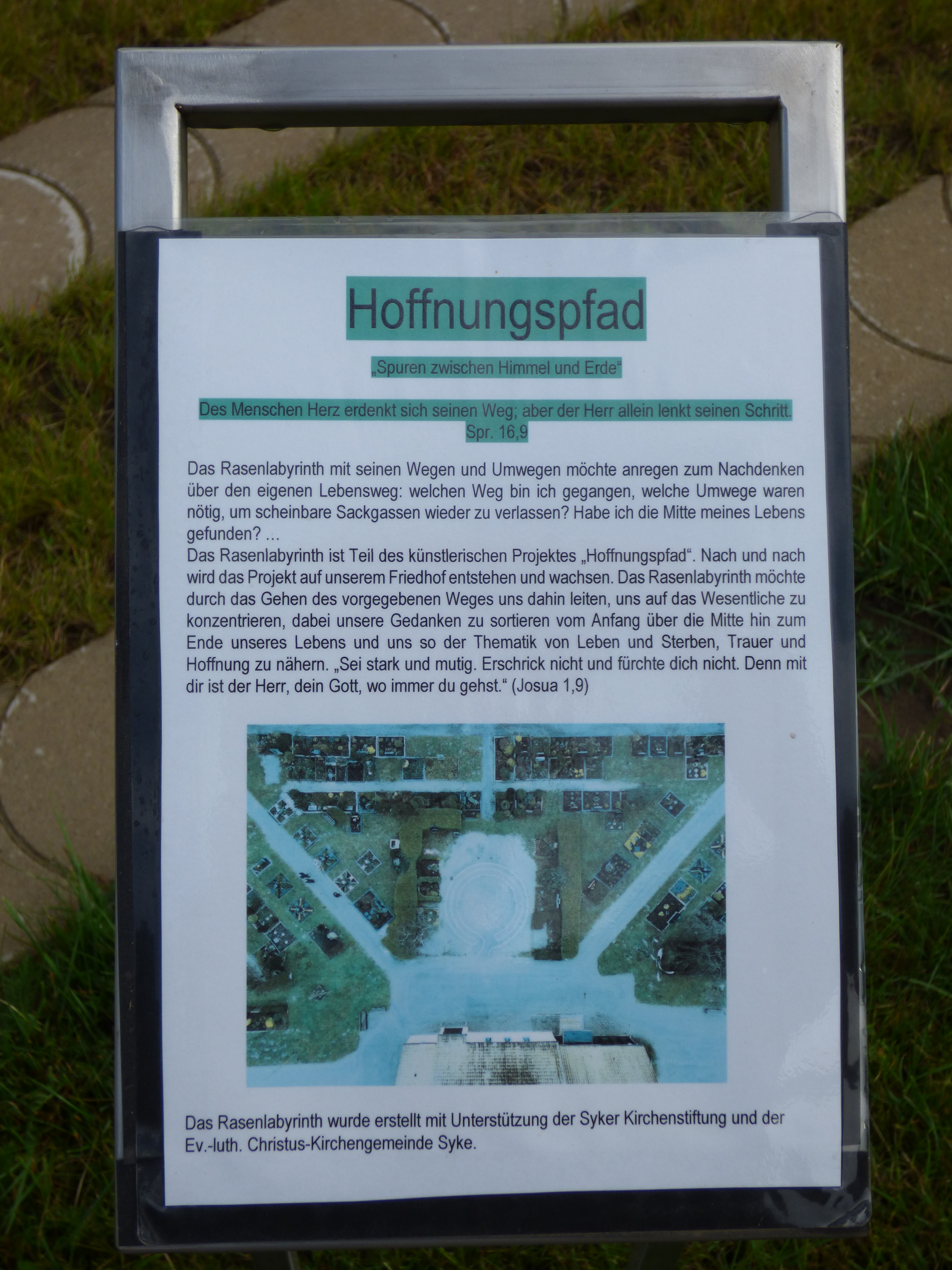
Erläuterungstafel zum Hoffnungspfad

### Pastorengräber
Die „Pastorengräber“ befinden sich in der Nähe der Friedhofskapelle am Rand des Rasenlabyrinths (Koordinaten: 52° 55′ 24″ N, 8° 49′ 44,7″ O).

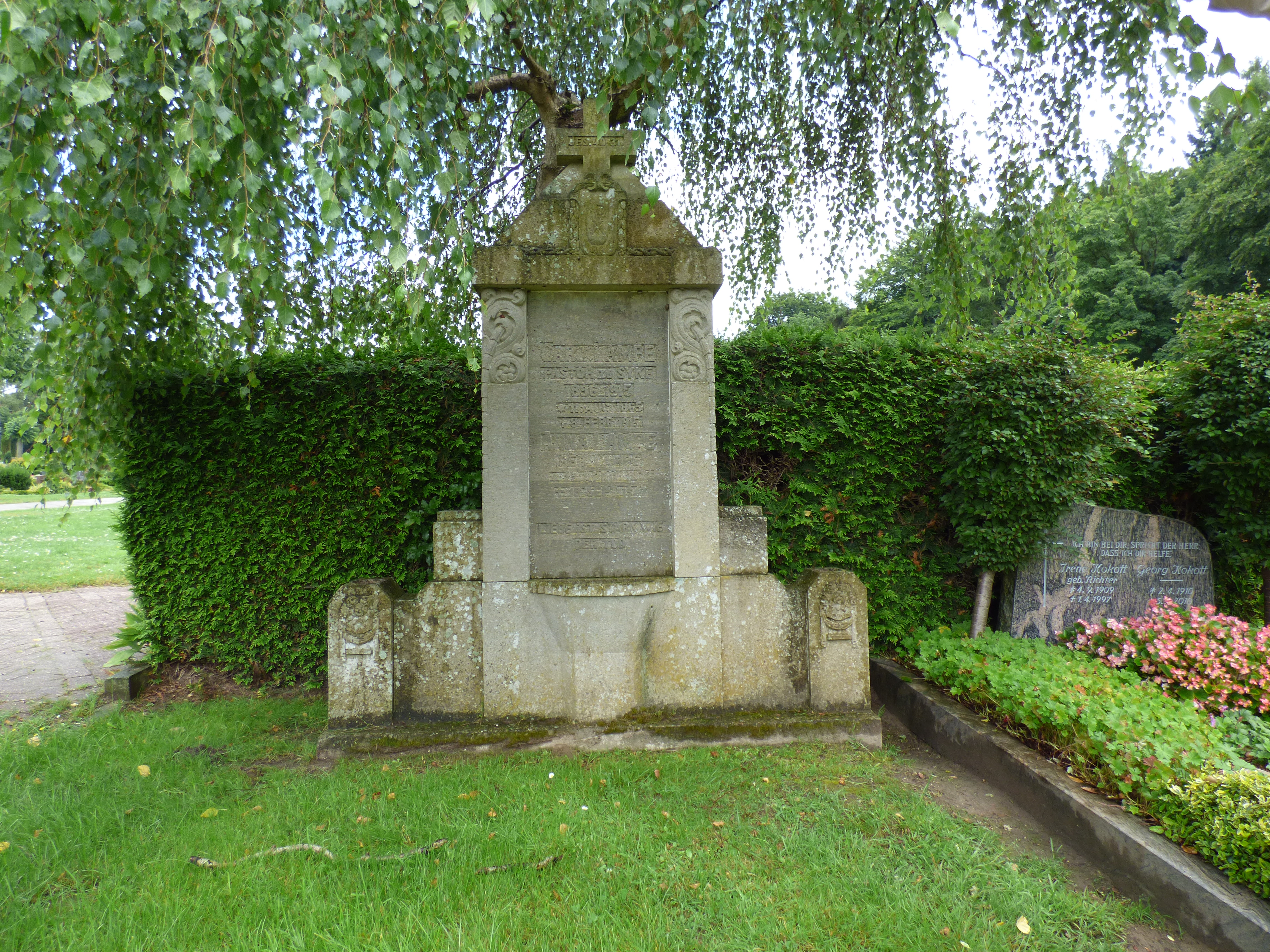
Grabstätte für Carl (1865–1915; Pastor zu Syke 1896–1915) und Anna Lampe
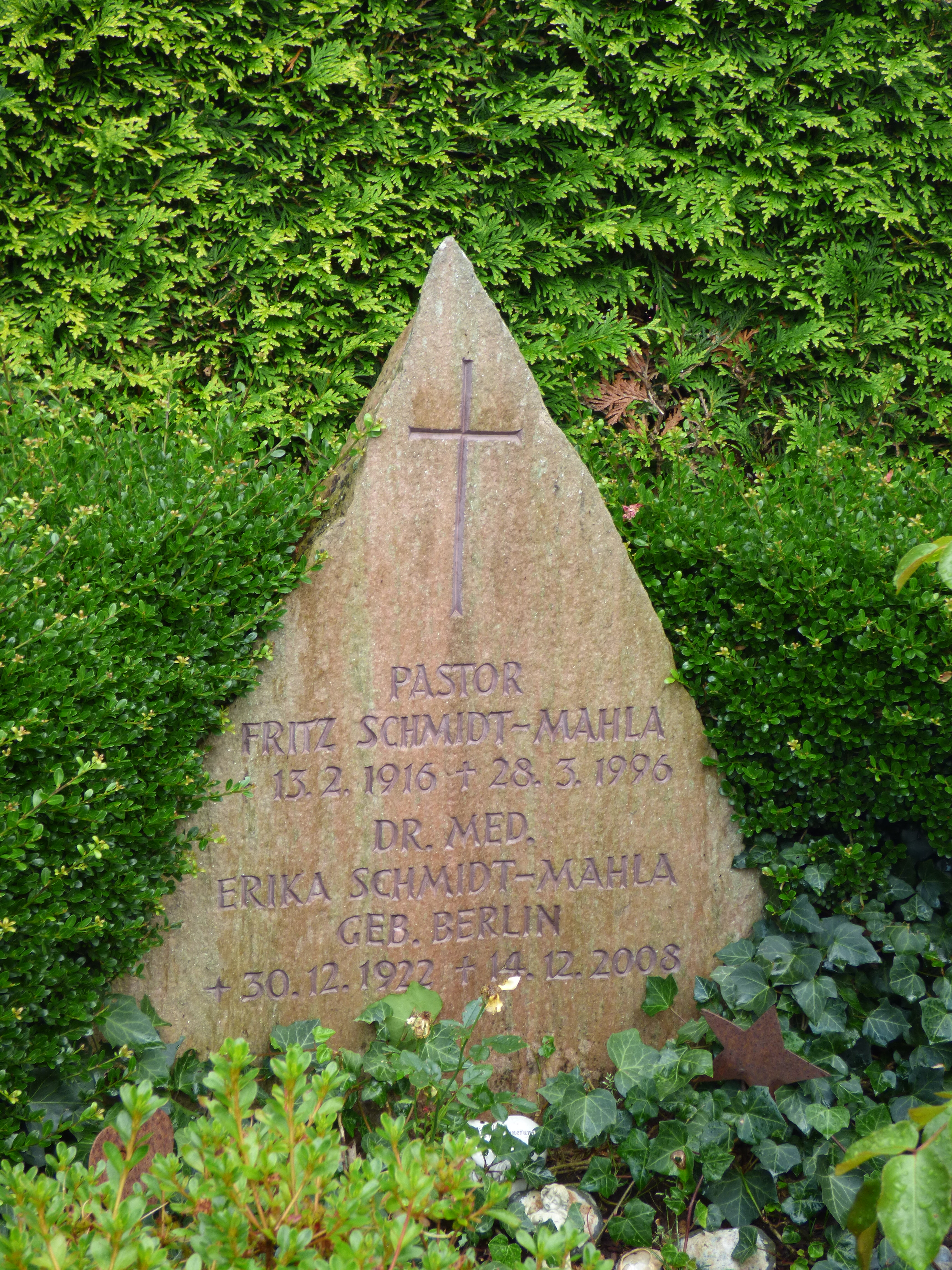
Grabstätte für Fritz (Pastor; 1916–1996) und Dr. med. Erika Schmidt-Mahla (geb. Berlin; 1922–2008)
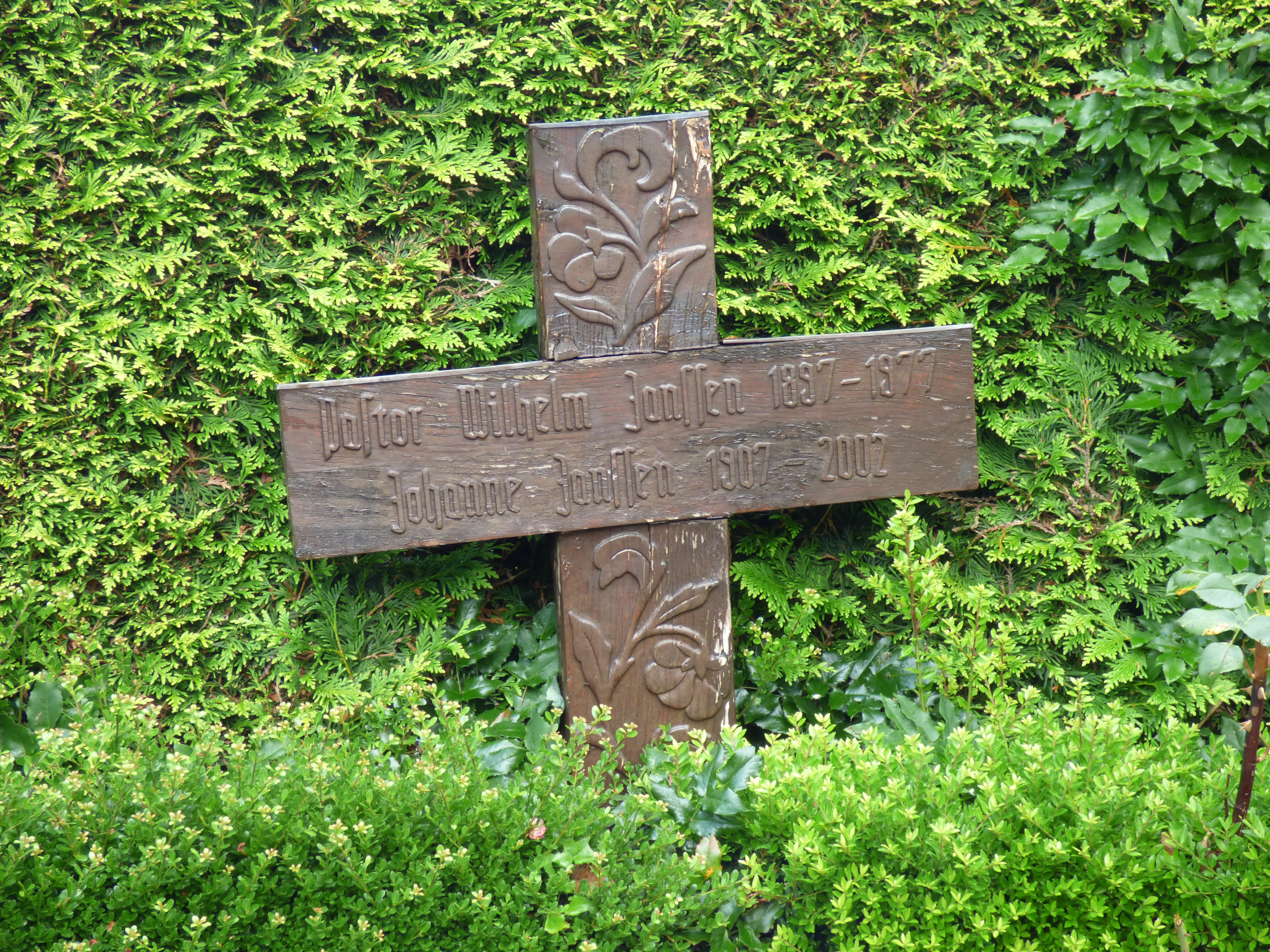
Grabstätte für Wilhelm (Pastor; 1897–1977) und Johanne Janssen (1907–2002)
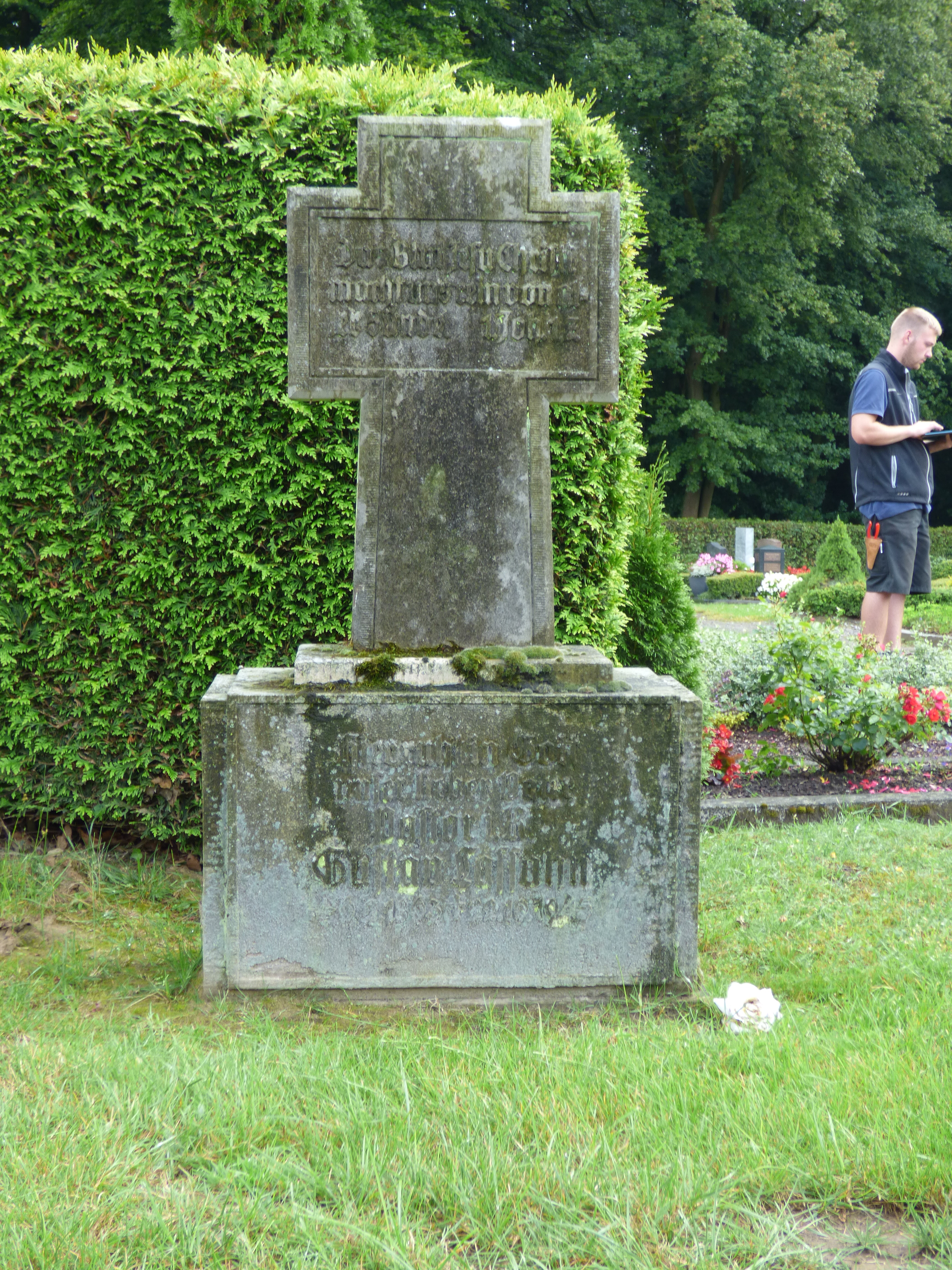
Grabstätte für Gustav Lassahn
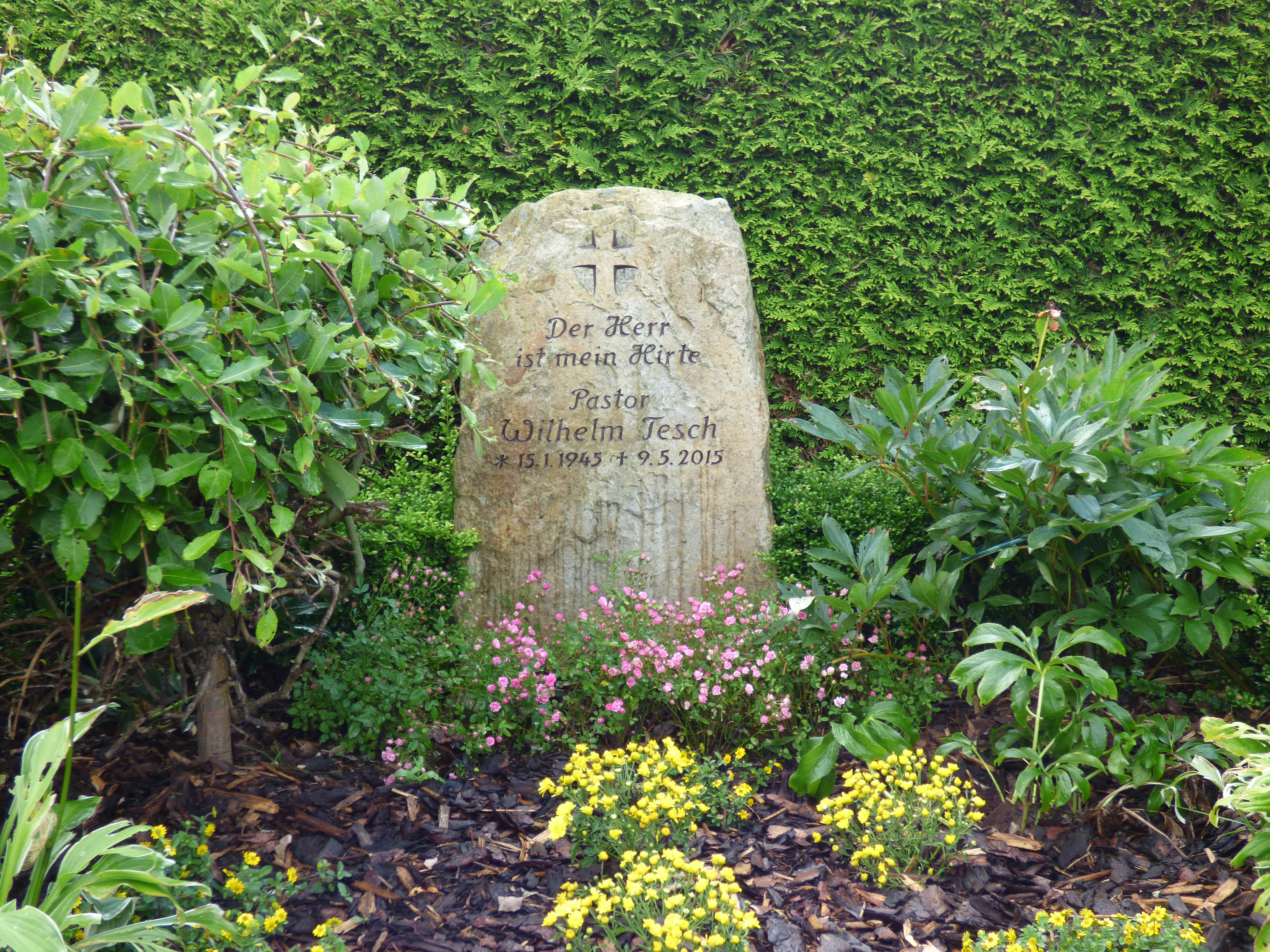
Grabstätte für Wilhelm Tesch (Pastor; 1945–2015)

### Superintendenten-Gräber
Die „Superintendenten-Gräber“ befinden sich in der Nähe der Friedhofskapelle am Rand des Rasenlabyrinths (Koordinaten: 52° 55′ 24″ N, 8° 49′ 44,7″ O).

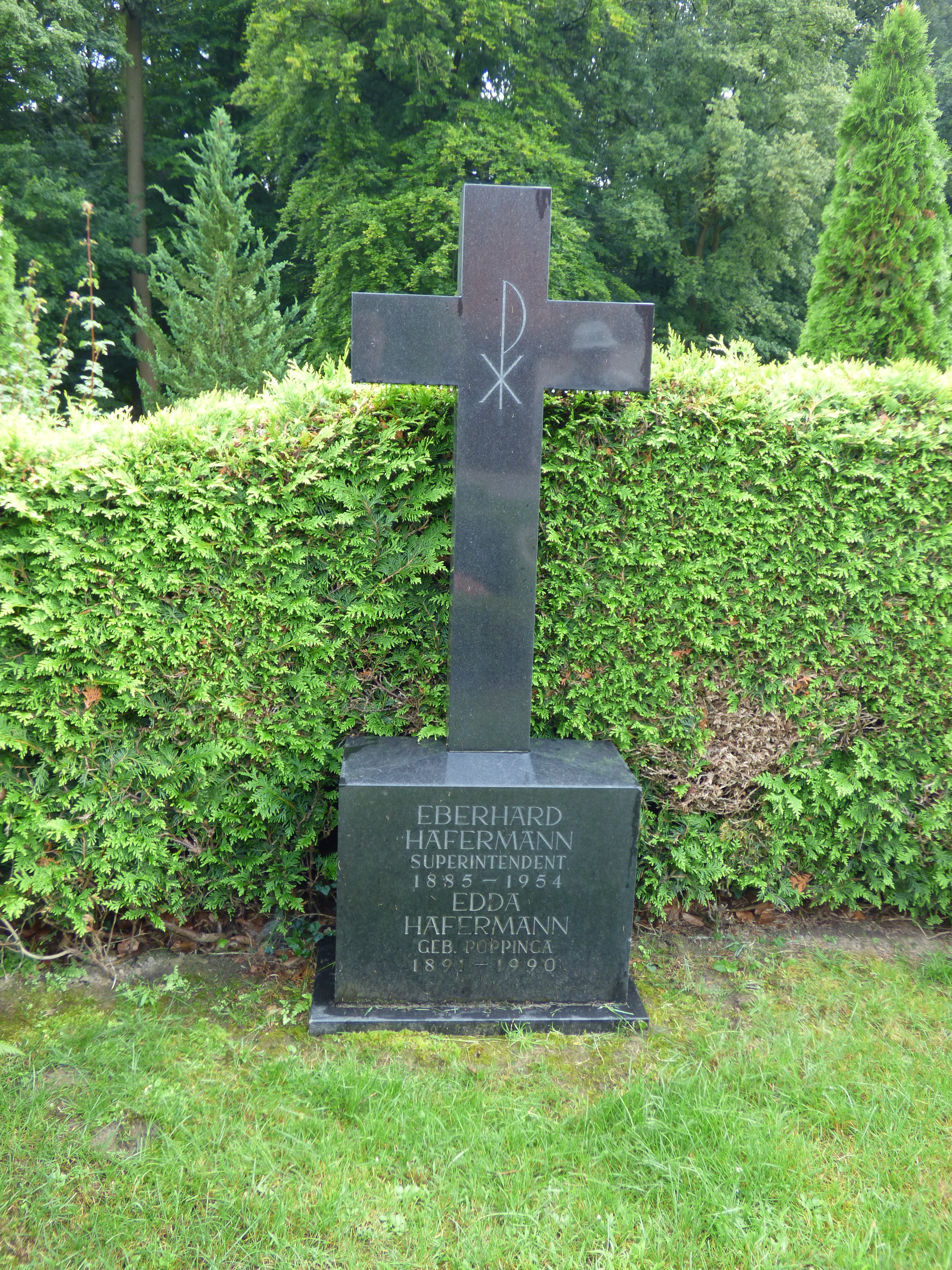
Grabstätte für Eberhard (Superintendent; 1885–1954) und Edda Hafermann (geb. Poppinga; 1891–1990)
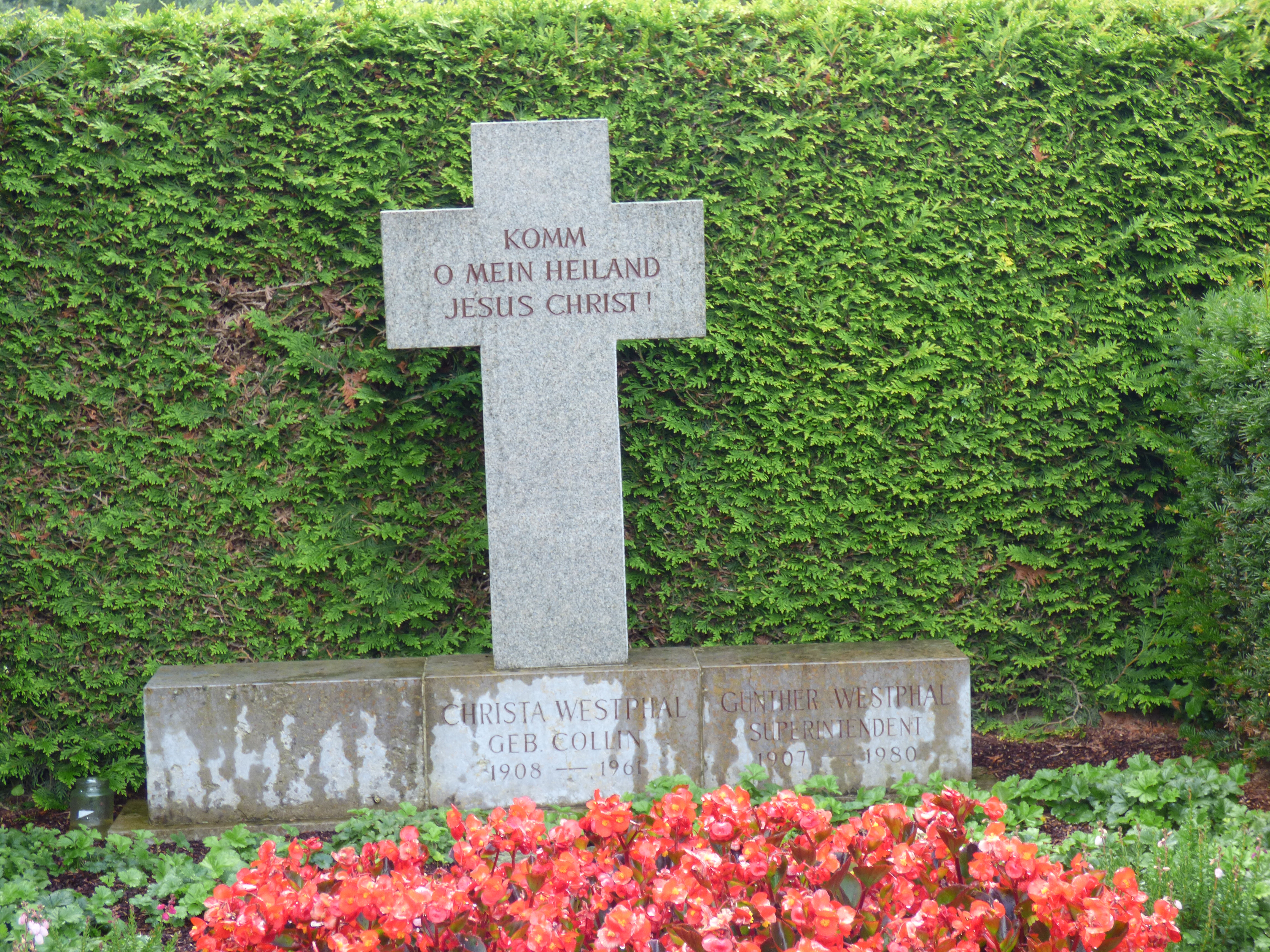
Grabstätte für Gunther (Superintendent; 1907–1980) und Christa Westphal (geb. Collin; 1908–1961)

### Soldatengräber

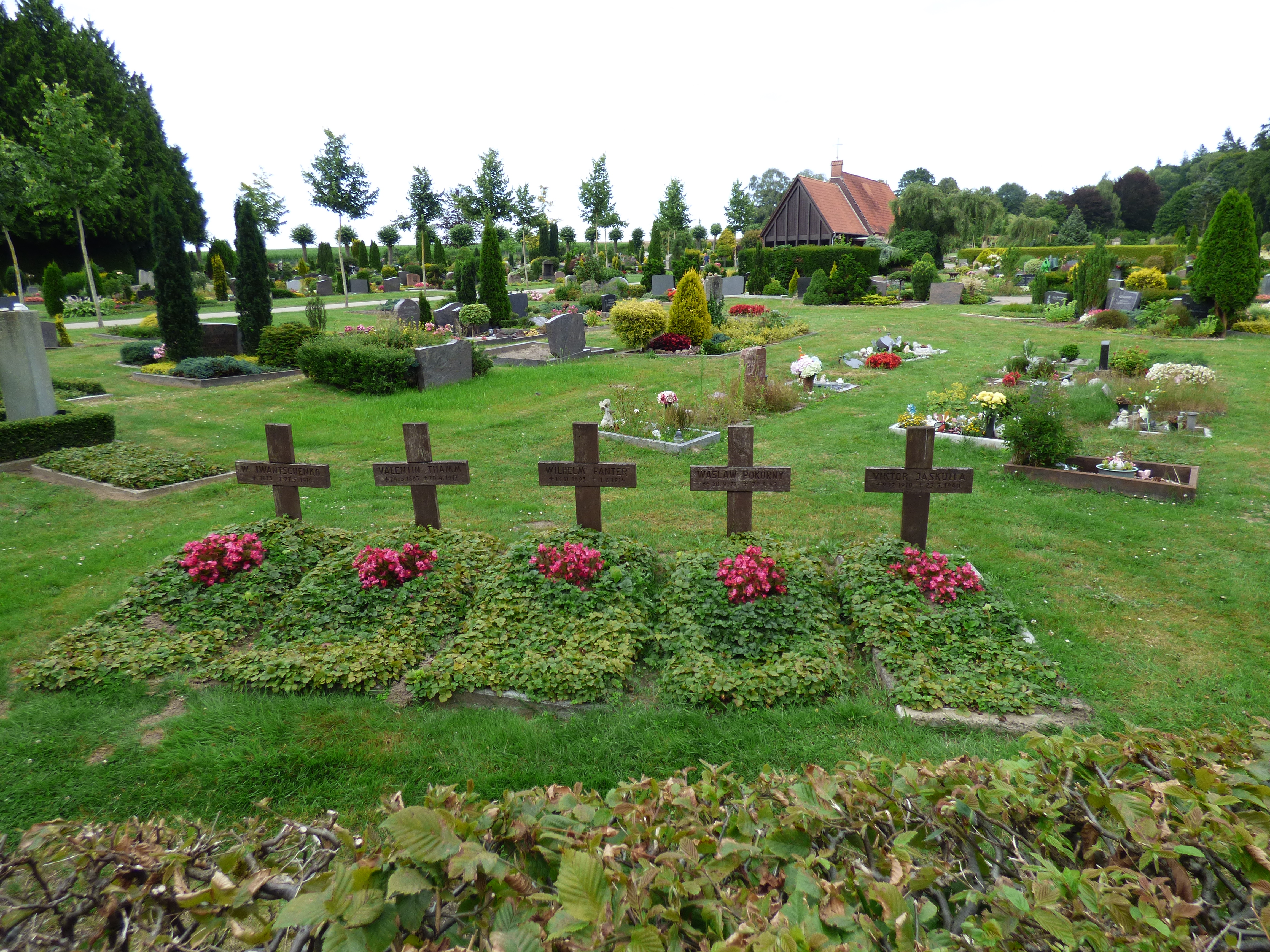
Soldatengräber I

#### Soldatengräber I
Die „Soldatengräber I“ befinden sich links vom Haupteingang zum Friedhof (Koordinaten: 52° 55′ 23,6″ N, 8° 49′ 40,7″ O). Auf den fünf schlichten Holzkreuzen sind neben den Namen die genauen Geburts- und Todesdaten festgehalten.
- W. Iwantschenko (1873–1918)
- Valentin Thamm (1883–1917)
- Wilhelm Fanter (1893–1914)
- Waslaw Pokorny (1922–1942)
- Viktor Jaskulla (1910–1940)

#### Soldatengräber II

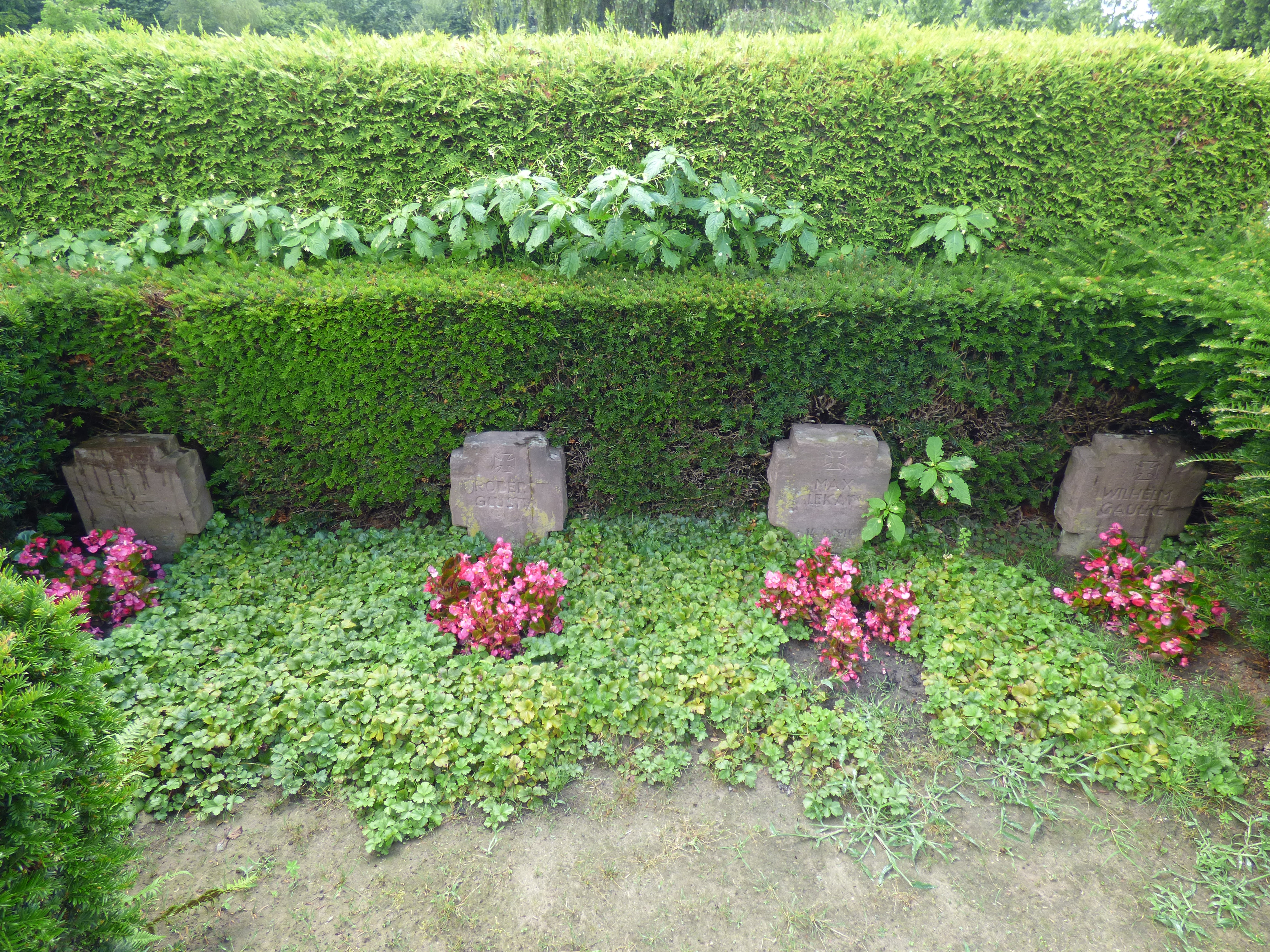
Soldatengräber II

Die „Soldatengräber II“ befinden sich in der Nähe der Friedhofskapelle am Rand des Rasenlabyrinths (Koordinaten: 52° 55′ 24,1″ N, 8° 49′ 44,3″ O). Auf den vier Grabsteinen aus Buntsandstein sind neben den Namen Geburts- und Todesdaten festgehalten.
- Emil Haut
- Robert Glust
- Max Lekat
- Wilhelm Gaulke